# Kanton Saint-Malo-Sud
Saint-Malo-Sud is een voormalig kanton van het Franse departement Ille-et-Vilaine. Het kanton maakte deel uit van het arrondissement Saint-Malo. Het werd opgeheven bij decreet van 18 februari 2014 met uitwerking op 22 maart 2015.

## Gemeenten
Het kanton Saint-Malo-Sud omvatte de volgende gemeenten:
- La Gouesnière
- Saint-Jouan-des-Guérets
- Saint-Malo (deels, hoofdplaats)